# Nono Pugliese
Alberto Francisco "Nono" Pugliese (Buenos Aires, Argentina; 19 de febrero de 1943 - ibíd.; 10 de julio de 1993) fue un modelo, publicista, empresario, cantante y autor argentino de temas musicales.

## Biografía
Alberto Pugliese nació en 1943 en el seno de una familia acomodada. Hijo de Paula de Pugliese y hermano de María Silvia Pugliese, asistió al Colegio San Jorge, donde conocería a empresarios conocidos como Ricardo Handley y Raúl Moneta. Allí tenía dos pasiones el rugby y la música. Comenzó su carrera componiendo temas. Luego se interesó por el cine, un amigo suyo viajó hasta Europa para trabajar junto a  Renzo Rossellini, hijo de Roberto Rossellini, por lo que El Nono viajó con él. Ambos trabajaron en Suecia, luego en Roma (Italia)  durante un año.

## Carrera

### Etapa como modelo publicitario
Aunque el ingreso de Pugliese a la industria de la publicidad fue por mera casualidad y de la mano de la famosa modelo Claudia Sánchez, en parte con el fin de bajar los costos de la campaña y fundamentalmente por la partida del partenaire de Claudia, el modelo Julio García del Río, se lo consideró como un modelo de diversas publicidades siendo la más conocida las de los cigarrillos L&M. Dicha serie de comerciales se realizó desde 1967 junto a su pareja (la mencionada Claudia Sánchez), caracterizándose por un estilo de glamour y sofisticación, y fueron realizados en diversos lugares como San Francisco y Hollywood (Estados Unidos), Portofino, Courchevel, Milán y la Torre de Pisa (Italia), Place Vendome y Cannes (Francia), Islas Vírgenes (Caribe), Hong Kong, Marruecos, Suiza, Austria, Holanda, Johannesburgo, entre muchos otros. La agencia que ideó y filmó dichos comerciales fue "YUSTE Publicidad". Con varios temas de Jorge Cumbo, la publicidad hizo que un tema consagrado en 1963 como Abbronzatissima de Eduardo Vianello se pusiera nuevamente de moda varios años después, y fuera reeditado en un simple con la foto de la pareja.

### Etapa como músico e intérprete
Además de su ocupación como modelo, Pugliese fue autor e intérprete de singles. Bajo el pseudónimo de "Charlie Tonto" compuso letras de varios y populares temas musicales, en diferentes idiomas, muchos de ellos plasmados en sus publicidades como:
- Tu sei carissima (versión italiana)
- Remember in San Francisco (versión inglesa)
- Te necesito( versión francesa)
- Insieme a Firenze
- Portofino

En 1967 fue el autor del famoso tema de Donald, Tiritando, que ayudó a disparar su carrera discográfica. Como cantante, Pugliese, tuvo algunos sucesos como Sonrisas de una Noche de Verano (1968) y Simpática, a dúo con Donna Caroll en 1969, siendo un gran éxito comercial. Además fue un gran amigo de Luis Aguilé y Horacio Malvicino, con quien compuso el tema Los mejores momentos.

### Etapa como empresario
En sus últimos años trabajó en las empresas Alba SA y Compañía Química SA, ambas pertenecientes al grupo Bunge y Born, siendo la persona de confianza de Jorge Rapanelli, un funcionario de dicho grupo empresario que fue nombrado Ministro de Economía por Carlos Menem.
Como persona de relaciones públicas participó en el desarrollo de la tarjeta interna TUR que utilizaba el Banco República, realizó la promoción publicitaria del edificio República, intervino en la compra que realizó Raúl Moneta de la colección completa de las pinturas del artista plástico Molina Campos que pertenecían a la firma Alpargatas SA, en conjunto con Sonia Mihanovich intervino a favor de Moneta en negocios vinculados con el área de los servicios telefónicos.
El Nono Pugliese tenía una productora denominada León Producciones, que era una empresa unipersonal sin patrimonio.

## Vida privada
Estuvo en pareja (aunque nunca se casaron de forma legal) por 28 años con Claudia Sánchez, a la que conoció en octubre de 1963 en Canal 7. Compartieron casi toda una vida en una mansión en Barrio Parque. Asimismo eran dueños de un estudio de publicidad. Se separó de ella 7 meses antes de su sorpresiva muerte. Tuvieron juntos un hijo, Francisco Pugliese.

## Fallecimiento
El viernes 9 de julio de 1993 salió a cenar con la modelo argentina de 27 años Dolores Rodríguez Canedo al restaurante "Puerto Marisco", en calle Demaría al 4670, frente a su agencia de publicidad. Cuando vio que un periodista de la revista Gente lo esperaba afuera. Desesperado escapó por la cocina, trepó un muro y huyó por el techo del restaurante con tan mala suerte que el techo de chapa que cubría el taller de "Mecánica Rivadavia" cedió por su peso, cayendo a unos 7 m de altura. Media hora después el dueño del taller lo encontró inmóvil y ensangrentado, presentando traumatismo de cráneo, tórax y lesiones varias. Murió a la hora 1:00 en el Hospital Fernández del sábado 10 de julio. Los que lo conocieron dijeron que el Nono Pugliese tuvo miedo del perjuicio económico que la división de bienes le podría traer una foto con otra mujer. A pesar de que en abril Sánchez había reconocido públicamente la crisis con la que seguían siendo socios y planeaban un viaje para agosto. Luego de este hecho se abrió una fuerte polémica sobre el límite y acoso por parte de la prensa, a pesar de que en su caso el periodista en ningún momento lo persiguió.